# Osbornellus fulvomaculatus
Osbornellus fulvomaculatus är en insektsart som beskrevs av Henry Fairfield Osborn 1923. Osbornellus fulvomaculatus ingår i släktet Osbornellus och familjen dvärgstritar. Inga underarter finns listade i Catalogue of Life.